# Stazione di Lastra a Signa
La stazione di Lastra a Signa è una fermata ferroviaria al servizio dell'omonima cittadina, 
posta su un viadotto.

## Struttura e impianti
Fa parte della Ferrovia Leopolda.
La stazione si trova nel nuovo tratto Bivio/PC Samminiatello e il Bivio/PC Renai, della linea ferroviaria Firenze-Livorno, inaugurato nel 2006, che evita il tratto tortuoso via Signa, e viene utilizzato dai treni regionali veloci.
È dotata di due binari con banchine e piccole pensiline. Vi fermano solo i treni Regionali che vanno a Firenze SMN, Livorno, Pisa, Campiglia Marittima, Piombino e paesi limitrofi.
Nella stazione esiste solo una  biglietteria automatica e non è presenziata da personale di terra. Le informazioni sia visive che sonore sono automatizzate.

## Servizi
La fermata dispone di:
- Autolinee 26, 72, 73, 83, 94, 210
- Parcheggi di scambio